# وجدي البوكحيلي
وجدي البوكحيلي من مواليد 20 سبتمبر 1998 في رادس، هو عداء تونسي متخصص في مسافات طويلة الماراثون. شارك في الألعاب البارالمبية الصيفية 2020 في طوكيو و تحصل على المركز السادس في سباق 5000 متر في إختصاص T12.

## حياته
ولد البوكحيلي في تونس وترعرع في ولاية جندوبة حيث بدء مسيرته مع النادي الرياضي للحرس الوطني سنة 2014 ثم انتقل إلى رادس سنة 2019 وبدأ في التدريب مع المنتخب الوطني التونسي ومن هناك انطلاقة مسيرته الاحترافية.

## الإنجازات
- مركز الثالث في سباق نصف ماراثون فولفسبورغ في ألمانيا سنة 2019
- مركز الأول في نهائي بطولة تونس ماراثون 42 كلم سنة 2019
- مركز الثاني في ملتقى الجائزة الكبرى في مراكش في سباق 5000 متر سنة 2020
- المرتبة الأول في سباق نصف ماراثون 21 كلم صفاقس الدولي سنة 2020
- مركز الثالث في سباق ماراثون 42 كلم الدولي في فولفسبورغ الامانية سنة 2020
- مركز الثاني في ملتقى الجائزة الكبرى تونس في سباق 5000 متر سنة 2021
- مركز الثاني في سباق ماراثون 42 كلم الدولي في توسكانا إيطاليا سنة 2021
- مركز السادس في الألعاب البرالمبية باليابان في سباق ماراثون 42 كلم سنه 2021
- مركز الثاني في سباق نصف ماراثون 21 كلم الدولي بالمرسى تونس 2022
- مركز الثاني في سباق الجائزة الكبرى رادس تونس في 5000 متر 2022
- مركز الأول في سباق نصف ماراثون الدولي فولفسبورغ في ألمانيا سنة 2022
- مركز الخامس في ماراثون كومار الدولي 42 كلم سنة 2022
- مركز الأول في سباق نصف ماراثون نابل سنة 2022[2][3]

### ألعاب بارالمبية
شارك البوكحيلي في الألعاب البارالمبية الصيفية 2020 في طوكيو حيث تحصل على مركز السادس في سباق 5000 متر في إختصاص T12.

## روابط خارجية
- وجدي البوكحيلي على موقع الاتحاد الدولي لألعاب القوى (الإنجليزية)
- وجدي البوكحيلي على موقع Paralympic.org (الإنجليزية)
- وجدي البوكحيلي على موقع IPC.InfostradaSports.com (مؤرشف) (الإنجليزية)